# Horisme olivata
Horisme olivata là một loài bướm đêm trong họ Geometridae.